# Johann Deisenhofer
Johann Deisenhofer (Zusamaltheim, 1943. szeptember 30. –) német biokémikus. 1988-ban kémiai Nobel-díjjal tüntették ki, Robert Huberrel és Hartmut Michellel megosztva, „a fotoszintetikus reakció központ 3 dimenziós felépítésének meghatározásáért”.

## Életrajz
1943. szeptember 30-án született a bajorországi Zusamaltheimben, a Harmadik Birodalomban, Thekla és Johann Deisenhofer első fiaként. Miután az édesapja hazatért a katonai szolgálatból, a szülei a családi gazdaság vezetésével kezdtek foglalkozni. 1948-ban született meg egyetlen testvére, Antonie nevű húga.
1949-től 1956-ig szülőfalujában, Zusamaltheimben járta ki az általános iskolát.
1965-től a Müncheni Műszaki Egyetemen tanult.
1988-ban a Texasi Egyetem biokémia professzorává nevezték ki.
1997-ben a National Academy of Sciences tagja lett.
2003-ban a Leopoldina Német Természettudományos Akadémia tagja lett.